# Yunyan
Yunyan (en chino, 云岩; pinyin, Yúnyán) es un distrito urbano bajo la administración directa de la Prefectura Guiyang en la Provincia de Guizhou, República Popular China.  Su área es de 91 km² y su población total para 2010 superó los 950 mil habitantes.

## Administración
Desde julio de 2020, el  Distrito Yunyan se divide en 18 pueblos que se administran en 17 subdistritos y 1 poblado.